# پاشالی (فکه)
پاشالی (به ترکی استانبولی: Paşalı) یک منطقهٔ مسکونی در ترکیه است که در فکه، ترکیه واقع شده‌است.